# Kyle Bornheimer
Kyle Bornheimer (Mishawaka, Indiana, 10 de septiembre de 1975) es un actor estadounidense conocido por sus papeles en Brooklyn Nine-Nine y Casual.

## Vida personal
Kyle Edward Bornheimer nació en Mishawaka, Indiana, el 10 de septiembre de 1975. Hijo de Timothy y Melissa Bornheimer. Tiene un hermano mayor, Ryan Bornheimer, que es productor.
Estudió en el St Monica Grade School  antes de asistir al Marian High School de su localidad natal, donde formó parte del equipo de fútbol americano.
Estudió en la Universidad Purdue de Indiana.
Se fue a vivir a Los Ángeles a los 19 años, esperando convertirse en director y guionista.
Empezó a estudiar actuación bajo el tutelaje de Ivana Chubbuck.
Está casado con Shannon Ryan (presidenta de marketing de ABC Network y Disney Television Studios), con quien tiene dos hijos: Quinn y Liam.

## Carrera
Empezó trabajando en una oficina de casting para anuncios, lo que le ayudó a obtener papeles en anuncios. Posteriormente, iría consiguiendo papeles en televisión.
Su primera aparición en una película no sería ya hasta 2007, si bien en 2004 ya participó en su primer corto.
En 2018, dirigió el corto The Talk. Anteriormente, ya había dirigido el premiado corto Dorothy Parker's You Were Perfectly Fine.

## The Curtainbox Theatre Company
Fundó The Curtainbox Theatre Company una compañía teatral con sede en Davenport en 2001 junto a Kimberly (Kurtenbach) Furness, Dalia Vosylius. David Furness y Allison Francis.
La idea original fue de Kimberly y Dalia, y cuando estas le ofrecieron participar, se apuntó a pesar de no tener ninguna experiencia teatral en aquel momento.
La primera obra de la compañía fue Danielle Craviotto's Pizza Man, obra en la que participa.
Participa en algunas de las producciones de la compañía, como Two Rooms, donde interpretó a Walker.
Todos los participantes en la compañía participan como técnicos, diseñadores y actores, así como también participan en la administración y selección de obras.

## Filmografía

### Actor

#### Películas
| Año  | Título                            | Papel                                       | Notas                   |
| ---- | --------------------------------- | ------------------------------------------- | ----------------------- |
| 2000 | The Amazing Atomic Monster in 3D! | Tad el batería                              | Cortos                  |
| 2004 | Spokane                           | James                                       | Cortos                  |
| 2004 | Devils Are Dreaming               | Arden                                       |                         |
| 2005 | An Alright Start                  | Doug                                        | Corto                   |
| 2007 | Blades of Glory                   | Rink PA Nationals                           |                         |
| 2010 | She's Out of My League            | Dylan                                       |                         |
| 2010 | The Space Between                 |                                             |                         |
| 2010 | Dynamite Swine                    | Georgie                                     |                         |
| 2010 | You Again                         | Tim                                         |                         |
| 2010 | For Christ's Sake                 | Tony                                        |                         |
| 2010 | Devon's Dating Show!              | Dylan                                       | Cortos directos a vídeo |
| 2011 | Frents                            | Todd                                        | Cortos directos a vídeo |
| 2011 | Government Shutdown               |                                             | Cortos                  |
| 2011 | God Reschedules Rapture           |                                             | Cortos                  |
| 2012 | Bachelorette                      | Joe                                         |                         |
| 2013 | The Big Wedding                   | Andrew                                      |                         |
| 2013 | Denial                            | Eric Pritchardson                           | Corto                   |
| 2014 | Camp X-Ray                        | Funcionario de prisiones del turno de noche |                         |
| 2014 | Veronica Mars                     | Hombre del fondo de cobertura               |                         |
| 2014 | The Last Time You Had Fun         | Clark                                       |                         |
| 2015 | D-Train                           | Randy                                       |                         |
| 2015 | Me Him Her                        | Steve                                       |                         |
| 2016 | Hail, Caesar!                     | Extras A.D.                                 |                         |
| 2016 | Rules Don't Apply                 | Ordenanza preocupado                        |                         |
| 2017 | Little Evil                       | Victor                                      |                         |
| 2017 | The Talk                          | Tyler                                       | Cortos                  |
| 2019 | Healing Old Wounds                | Pooh and Eeyore                             | Cortos                  |
| 2019 | Historia de un matrimonio         | Ted                                         |                         |
| 2020 | Onward                            | Wilden Lightfoot (padre) (voz)              |                         |
| 2020 | Timmy Failure: Mistakes Were Made | Crispin                                     |                         |
| 2020 | The Lovebirds                     | Brett                                       |                         |

* Fuente: Imdb

#### Series
| Año       | Título                              | Papel                         | Notas                                                       |
| --------- | ----------------------------------- | ----------------------------- | ----------------------------------------------------------- |
| 2005      | Monk                                | Policía uniformado            | Episodio "Mr. Monk and the Kid"                             |
| 2005      | The O. C.                           | Norman                        | Episodio "The Risky Business"                               |
| 2005      | How I Met Your Mother               | Austin                        | Episodio "Okay Awesome"                                     |
| 2005      | Medium                              | Camarero                      | Episodio "Too Close to Call"                                |
| 2006      | Lovespring International            | Derek Gardner                 | Episodio "Burke Makes a Friend"                             |
| 2006      | Weeds                               | Chuck                         | Episodio "Crush Girl Love Panic" No aparece en los créditos |
| 2006      | The Unit                            | Oficial Jones                 | Episodio "Off the Meter"                                    |
| 2006-2017 | Will & Grace                        | Lenny/Camarero                | 2 episodios                                                 |
| 2007      | The Office                          | Hombre anuncio                | Episodio "Local Ad"                                         |
| 2007      | Dash 4 Cash                         |                               | Película para televisión                                    |
| 2008      | Girlfriends                         | Jason                         | Episodio "What's Black-a-Lackin'?"                          |
| 2008      | Breaking Bad                        | Ken Wins                      | Episodio "Cancer Man"                                       |
| 2008      | Jericho                             | Chris Calley                  | Episodio "Condor"                                           |
| 2008-2009 | Worst Week                          | Sam Briggs                    | 16 episodios                                                |
| 2009      | Party Down                          | Mark Delfno                   | Episodio "James Rolf High School Twentieth Reunion"         |
| 2010      | Better Off Ted                      | Pete Gilroy                   | Episodio "The Long and Winding High Road"                   |
| 2010      | Chuck                               | Hunter Perry                  | Episodio "Chuck Versus the Final Exam"                      |
| 2010      | Royal Pains                         | Spencer Fisher                | Episodio "Spasticity"                                       |
| 2010      | Livin' on a Prayer                  | Tommy                         | Película para televisión                                    |
| 2010-2011 | Perfect Couples                     | Dave                          | 14 episodios                                                |
| 2010-2011 | Romantically Challenged             | Perry Gill                    | 6 episodios                                                 |
| 2010-2015 | The Jeff Lewis 5 Minute Comedy Hour | Mejor amigo                   | 2 episodios                                                 |
| 2011      | The Council of Dads                 | Marty Parkinson               | Corto para televisión                                       |
| 2012      | Bent                                | Dan                           | Episodio "Tile Date" Miniserie                              |
| 2012      | Lovin' Lakin                        | Ira                           | 9 episodios Miniserie                                       |
| 2013      | Arrested Development                | Shannon Ryan                  | Episodio "A New Start"                                      |
| 2013      | Family Tools                        | Jack Shea                     | 9 episodios                                                 |
| 2014      | Workaholics                         | Girthquake                    | Episodio "Fry Guys"                                         |
| 2014      | Justified                           | Jack                          | Episodio "Whistle Past the Graveyard"                       |
| 2014      | Those Who Kill                      | Paul                          | 5 episodios                                                 |
| 2014-2020 | Brooklyn Nine-Nine                  | Teddy Wells                   | 6 episodios                                                 |
| 2015      | Agent Carter                        | Ray Krzeminski                | 3 episodios                                                 |
| 2015      | Playing House                       | Dan                           | 5 episodios                                                 |
| 2015-2016 | Comedy Bang! Bang!                  | Pat Dantrick                  | 4 episodios                                                 |
| 2016      | Better Call Saul                    | Ken Wins                      | Episodio "Switch"                                           |
| 2016      | The Mindy Project                   | JJ                            | Episodio "Mindy Lahiri Is DTF"                              |
| 2016      | Angel from Hell                     | Brad                          | 13 episodios                                                |
| 2016      | Westworld                           | Clarence                      | Episodio "The Original"                                     |
| 2016      | American Housewife                  | Bruce                         | Episodio "Power Couple"                                     |
| 2016      | Charity Case                        | Adam                          | Película para televisión                                    |
| 2016-2017 | Casual                              | Jack Briggs                   | 14 episodios                                                |
| 2017      | Angie Tribeca                       | Scott                         | Episodio "If You See Something, Solve Something"            |
| 2017      | Modern Family                       | Scotty                        | Episodio "Lake Life"                                        |
| 2017      | Type A                              | Ben                           | Películas para televisión                                   |
| 2018      | Steps                               | Paul                          | Películas para televisión                                   |
| 2018      | The 5th Quarter                     | Luc                           | Episodio "The Sports Gods"                                  |
| 2018      | Love                                | Ken                           | 2 episodios                                                 |
| 2018      | Speechless                          | Eddie                         | Episodio "A-C-- ACTION"                                     |
| 2018      | Door No. 1                          | Benton Wade                   | Episodio "Ten Year"                                         |
| 2018      | Drunk History                       | Soldado del ejército fantasma | Episodio "World War II"                                     |
| 2019      | Dolly Parton's Heartstrings         | Landon Rayfield               | Episodio "These Old Bones"                                  |
| 2020      | Avenue 5                            | Doug                          | 9 episodios                                                 |
| 2020      | Amazing Stories                     | Michael Harris                | Episodio "Dynoman and the Volt!!"                           |
| 2020      | Broke                               | Barry                         | 3 episodios                                                 |

* Fuente: Imdb

#### Teatro
| Año  | Título                         | Papel  |
| ---- | ------------------------------ | ------ |
| 2001 | Danielle Craviotto's Pizza Man |        |
| 2002 | Two Rooms                      | Walker |

* Fuente: The Curtainbox Theatre

### Director
| Año  | Título   | Notas |
| ---- | -------- | ----- |
| 2017 | The Talk | Corto |

* Fuente: Imdb

### Guionista
| Año  | Título   | Notas |
| ---- | -------- | ----- |
| 2017 | The Talk | Corto |

* Fuente: Imdb

### Bandas sonoras interpretadas
| Año  | Título       | Canción      |
| ---- | ------------ | ------------ |
| 2012 | Bachelorette | These Dreams |

* Fuente: Imdb